# نوگالیادا
نوگالیادا (به لاتین: Nugaliyadda) یک منطقهٔ مسکونی در سری‌لانکا است که در استان مرکزی (سری‌لانکا) واقع شده‌است.